# Вудвил (Висконсин)
Вудвил (енгл. Woodville) град је у америчкој савезној држави Висконсин.

## Демографија
По попису из 2010. године број становника је 1.344, што је 240 (21,7%) становника више него 2000. године.
| Група             | 2000.         | 2010.         |
| Белци             | 1.078 (97,6%) | 1.279 (95,2%) |
| Афроамериканци    | 0 (0,0%)      | 1 (0,1%)      |
| Азијати           | 7 (0,6%)      | 7 (0,5%)      |
| Хиспаноамериканци | 8 (0,7%)      | 31 (2,3%)     |
| Укупно            | 1.104         | 1.344         |